# 2008 في الهند
فيما يلي قوائم الأحداث التي وقعت خلال عام 2008 في الهند.

## أحداث
- 26 نوفمبر – هجمات مومباي الإرهابية 2008

## رياضة
- 1 يناير – كأس التحدي الآسيوي 2008

## ظهور
- 1 يناير – جي كيو نسخة هندية لمجلة جي كيو.

## أفلام
من الأفلام التي صدرت هذه السنة في الهند:
- 1 يناير – اختطاف من إخراج سانجاي جادفي.
- 1 يناير – الحظ والتواصل من إخراج Aziz Mirza [الإنجليزية]‏.
- 1 يناير – بهالي دونغالو من إخراج K. Vijaya Bhaskar [الإنجليزية]‏.
- 1 يناير – جالسا من إخراج Trivikram Srinivas [الإنجليزية]‏.
- 1 يناير – جنات من إخراج Kunal Deshmukh [الإنجليزية]‏.
- 1 يناير – جودا أكبر من إخراج أشوتوش جواريكر.
- 1 يناير – دوستانا من إخراج Tarun Mansukhani [الإنجليزية]‏.
- 1 يناير – ساركار راج من إخراج Ram Gopal Varma [الإنجليزية]‏.
- 1 يناير – سبرامانيابورام من إخراج M. Sasikumar [الإنجليزية]‏.
- 1 يناير – غاجيني من إخراج إيه آر موروجادوس.
- 1 يناير – قصة حب 2050 من إخراج Harry Baweja [الإنجليزية]‏.
- 1 يناير – كوسلين من إخراج P. Vasu [الإنجليزية]‏.
- 1 يناير – مهمة إسطنبول من إخراج Apoorva Lakhia [الإنجليزية]‏.
- 1 يناير – موضة من إخراج Madhur Bhandarkar [الإنجليزية]‏.
- 11 يناير – ارفع صوتك من إخراج Rajkumar Santoshi [الإنجليزية]‏.
- 9 مايو – بوتناث من إخراج فيفيك شارما.
- 24 أكتوبر – روميو على الطريق من إخراج جوجال هانسراج.
- 11 ديسمبر – ثنائي اختاره الرب من إخراج أديتيا شوبرا.

## برامج ومسلسلات وأنمي
- باليكا فادهو

## مواليد

### مارس
- 6 مارس – هارشالي مالهوترا

## وفيات

### فبراير
- 5 فبراير – مهاريشي ماهش يوغي (مواليد 1917)

### أغسطس
- 1 أغسطس – هركيشن سينغ سورجيت (مواليد 1916) سياسي هندي.